# Песочная улица (Пушкин)
Песо́чная улица — улица в городе Пушкине (Пушкинский район Санкт-Петербурга). Проходит от Школьной улицы до улицы Вячеслава Шишкова.

## История
Название появилось в начале XX века и дано по характеру местности. Причём на плане XX века проезд был обозначен как Песочный переулок.
Первоначально шла от Октябрьского бульвара до трассы нынешней Ленинградской улицы. Однако фактически начиная с советского времени Песочная улица начиналась от Школьной улицы. Это было зафиксировано документально 20 июля 2010 года. При этом в описании границ сохранилось проектное продолжение до Ленинградской улицы; 28 августа 2013 года фактические границы Песочной улицы — от Школьной улицы до улицы Вячеслава Шишкова — были подтверждены официально.

## Застройка
- дом 2/4 — жилой дом, построен в 2003 году
- дом 4 — жилой дом, построен в 2008 году
- дом 6 — жилой дом, построен в 2008 году
- дом 8 — жилой дом, построен в 2008 году
- дом 9 — индивидуальный жилой дом
- дом 28 — индивидуальный жилой дом
- дом 30 — индивидуальный жилой дом